# Болест на Алцхаймер
Алцхаймер пренасочва насам.  За откривателя на болестта вижте Алоис Алцхаймер.
Болестта на Алцхаймер е хронично невродегенеративно заболяване, което обикновено се развива бавно и постепенно се влошава с времето. То е причина за 60 – 70% от случаите на деменция. В ранните етапи най-честият симптом е трудното припомняне на скорошни събития. С напредването на болестта се появяват и симптоми като проблеми с говора, дезориентация, промени в настроението, загуба на мотивация, затруднения при ежедневни дейности и поведенчески проблеми. С влошаването на общото им състояние болните често се отдръпват от близките си и от обществото. Постепенно изчезват и други телесни функции, като в крайна сметка се достига до смърт. Макар че скоростта на напредване на болестта може да е различна, най-често продължителността на живота след диагностициране е три до девет години.
Причините за болестта на Алцхаймер не са достатъчно добре изучени. Смята се, че около 70% от риска се наследява от родителите на болния чрез множество свързани гени. Други рискови фактори са предходни наранявания на главата, депресия и хипертония. Развитието на болестта се свързва с наличието на сенилни плаки и неврофибриларни възли в главния мозък. При подозрения за Алцхаймер диагнозата обикновено се потвърждава с оценка на поведението и когнитивни тестове, често следвани от заснемане с мозъчен скенер и кръвни изследвания, за да се елиминират други възможни причини. Първоначалните симптоми често се бъркат с нормално остаряване. За окончателно диагностициране е необходимо изследване на мозъчна тъкан. Умствените и физически упражнения и избягването на затлъстяване може би намаляват риска от болестта на Алцхаймер, но доказателствата за това са слаби. Няма лекарства или добавки, които да са показали, че намаляват риска от заболяване.
Използваните лечения дават ограничени симптоматични подобрения, но не могат да спрат или преобърнат развитието на болестта. Болните все повече разчитат на други за обслужването си, което често създава значителни тежести от социален, психологически, физически и материален характер за грижещите се за тях. Програми за физически упражнения могат да помогнат за осъществяването на ежедневни дейности. Поведенчески проблеми или психоза в резултат на деменцията често се третират с антипсихотици, но това обикновено не се препоръчва, тъй като ползите са малки а нараства рискът от ранна смърт.
Към 2015 година броят на болните от болестта на Алцхаймер по света е около 29,8 милиона. Тя се проявява най-често при хора на възраст над 65 години, но 4 – 5% от случаите са по-ранни. Болестта засяга около 6% от хората на 65 и повече години. През 2015 година тя е причина за смъртта на 1,9 милиона души. Заболяването е описано за пръв път през 1906 година от германския психиатър и невропатолог Алоис Алцхаймер и е наречено на негово име. В развитите страни болестта на Алцхаймер е едно от заболяванията, създаващи най-високи разходи за обществото.

## Признаци и симптоми
Ефекти на възрастта върху паметта
- Спорадично забравяне
- Рядко погрешно подреждане на предмети
- Дребна загуба на краткотрайна памет
- Забравяне на конкретни подробности

Ранна фаза на болест на Алцхаймер
- Забравяне на епизоди на забравяне
- Забравяне на имена на близки и роднини
- Промените могат да се забележат само от близки приятели и роднини
- Известно объркване в непознати ситуации

Средна фаза на болест на Алцхаймер
- По-големи трудности в припомняне на наскоро научена информация
- Задълбочаващо се объркване при различни обстоятелства
- Проблеми със съня
- Затруднения в определянето на собственото местоположение

Късна фаза на болест на Алцхаймер
- Лоша способност за мислене
- Проблеми с говора
- Повторения на едни и същи разговори
- Увеличено агресивно, тревожно или параноично поведение

Развитието на болестта на Алцхаймер се разделя на четири фази с нарастващи познавателни и функционални увреждания.

### Преддеменционна фаза
Първите симптоми на болестта на Алцхаймер често погрешно се приписват на стареене или стрес. Подробно неврофизиологично тестване може да открие умерени познавателни затруднения до осем години преди болният да покрие клиничните критерии за диагностициране с болест на Алцхаймер. Тези ранни симптоми могат да се отразят на най-сложните ежедневни дейности. Най-забележимият проблем е загубата на краткосрочна памет, която се проявява в затруднения при припомняне на наскоро научени факти и неспособност за придобиване на нова информация.
Леки проблеми с изпълнителните функции на внимание, планиране, гъвкавост и абстрактно мислене, както и влошаване на семантичната памет (паметта за значения връзки между концепциите), също могат да бъдат симптоми на ранно развитие на болестта на Алцхаймер. В тази фаза може да се наблюдава апатия, която остава най-трайният невропсихиатричен симптом през целия ход на заболяването. Обичайни са също депресивни симптоми, раздразнителност и ограничено осъзнаване на леки проблеми с паметта.
Предклиничната фаза на болестта е наричана също леко познавателно увреждане. Тя често се разглежда като преходен етап между нормалното стареене и деменцията. Лекото познавателно увреждане се свързва с различни симптоми и, когато водещият симптом е загубата на памет, се нарича амнестично леко познавателно увреждане, което често се разглежда като продромален стадий на болестта на Алцхаймер.

### Ранна фаза
Нарастващото увреждане на познавателната способност и паметта на болния от болестта на Алцхаймер в крайна сметка води до категорично диагностициране на заболяването. В редки случаи затруднения с езика, изпълнителните функции, възприятията или движението са по-изявени от проблемите с паметта. Болестта не засяга еднакво целия капацитет на паметта. По-старите спомени от живота на човека (епизодична памет), научените факти (семантична памет) и паметта на тялото (имплицитна памет) са по-слабо засегнати от паметта за нови факти или спомени.
Проблемите с езика се характеризират от свиване на речника и намалена гладкост на речта, водещи то общо влошаване на говоримия и писмен език. В тази фаза на заболяването болният обикновено може да комуникира адекватно основни идеи. При извършване на фини движения, като писане, рисуване или обличане, може да има някои проблеми с координирането и планирането на движенията, но те най-често са незабележими. С напредването на болестта болните често продължават да изпълняват много действия самостоятелно, но може да имат нужда от съдействие или надзор с действията, с най-високи познавателни изисквания.

### Средна фаза
Прогресивното влошаване на болестта започва да нарушава самостоятелността, като болните стават неспособни да се справят с обичайни дейности от ежедневието. Затрудненията в говора става очевидни, поради неспособността за припомняне на думи, което води до честата им неправилна замяна с други (парафазия). Способността за четене и писане също се губи постепенно. Сложните поредици от движения стават по-зле координирани с напредването на времето и заболяването, което увеличава риска от падания. През тази фаза проблемите с паметта се влошават и болният може да не успява да разпознае дори свои близки. Дългосрочната памет, която дотогава е ненарушена, започва да се влошава.
Преобладаващи стават поведенческите и невропсихиатрични промени. Обичайни прояви са лутане, раздразнителност и псевдобулбарен афект, водещи до плач, пристъпи на непредизвикана агресия или съпротива към грижите за болния. Възможна е проява и на синдром на залеза. Приблизително 30% от болните развиват делюзионна фалшива идентификация и други делюзионни симптоми. Честа е загубата на разбиране за собственото заболяване и ограниченията, налагани от него. Може да се развие уринарна инконтиненция. Тези симптоми създават стрес за близките и грижещите се за болните, който може да бъде намален с преместване на болния от дома му в специализирани заведения за дългосрочна грижа.

## Патофизиология
Болестта се увеличава рязко с напредването на възрастта, като ранните форми са редки. Голяма част от случаите са спорадични, но съществуват и редки семейни форми с автозомно-доминантна наследственост, чието начало по принцип е ранно. Характерните патоанатомични увреждания при болестта на Алцхаймер са мозъчна атрофия със загуба на неврони, неврофибрилната дегенерация, сенилните плаки, амилоидната ангиопатия. Изразеността на тези увреждания съответства добре на тежестта на деменцията. Тези увреждания преобладават в хипокампа и в асоциативната кора. Такива увреждания има и при нормални мозъци на стари хора, но плътността им е много по-малка, а разпределението им е различно. Коровата атрофия се дължи на загуба на неврони, която засяга особено много коровите неврони с големи размери. Неврофибриларните дегенерации представляват включвания вътре в цитоплазмата на неврони. Сенилните плаки имат в центъра си извънклетъчни отлагания, които се дължат на натрупвания от амилоиден белтък. Амилоидната ангиопатия представлява натрупвания на амилоидни отлагания в мозъчните съдове.

## Диагностициране
Една от трудностите да се засече болестта е, че страдащите от нея не забелязват какво се случва с тях – просто не долавят промяната у себе си. Затова, ако ви се стори, че ваш близък има симптомите на Алцхаймеровата болест, най-добре е да го заведете на лекар. Алцхаймеровата болест има пагубно влияние върху организма.

## Управление
И на страдащите от нея, и на тези, които се грижат за тях никак не им е лесно. Не е невъзможно обаче болестта да се контролира поне отчасти. Необходимо е да се придържате към почти рутинно и без особени промени всекидневие и да поддържате общото си здравословно състояние чрез подходяща диета и леки физически натоварвания.